# サンキホーム
サンキホーム株式会社（英: Sanki Home Co., Ltd.）は、神奈川県藤沢市に本社がある建築会社（一級建築士事務所）である。

## 概要
1939年に同地に左官業として株式会社木本工業所を創業、1980年4月に設立した。サンキホームはこの会社と代表取締役を同じくする分割会社である。
二代目の木本勝己は左官の分野で旭日双光章、黄綬褒章、建設大臣賞、労働大臣賞、県民功労賞、日本建築仕上学会学会賞などの賞を収めた他、日本初の施設でもある鏝塚(こてつか)の建設に携わった。
2007年に会長職に就任したが、その翌年にあたる2008年に亡くなっている。
現在は三代目の木本己樹彦が代表を務めている。
設計・施工に『緑の循環』認証会議(SGEC)認証材を使用している。

## 鏝塚
静岡県松崎町の長八美術館前にある高さ5m、直径3mの円筒型の施設で長さ約60cmの魂鏝が奉納されている。2005年11月12日に落成した。正面には第87代首相小泉純一郎の揮毫が置かれている。同社は設計・施工と管理を行っている。

## 工法
- 木造軸組構法
- SE構法

## 特徴的な素材
- 漆喰
- ムク材
- 炭化コルク
- 柿渋
- 米糊
- にわか
- 銀杏草
- 弁柄